# هیروشی میازاکی
هیروشی میازاکی (انگلیسی: Hiroshi Miyazaki؛ زادهٔ) آهنگساز، و مهندس اهل ژاپن است.